# Marcus Clarke

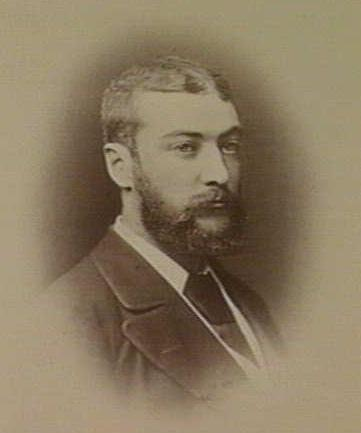
Marcus Clarke w 1874

Marcus Andrew Hislop Clarke (ur. 24 kwietnia 1846 w Londynie, zm. 2 sierpnia 1881 w Melbourne) – australijski pisarz i poeta, najbardziej znany z powieści For the Term of His Natural Life.

## Życiorys
Marcus Clarke urodził się w Londynie w dniu 24 kwietnia 1846 i kształcił się w Highgate School. Był jedynym synem Williama Hislop Clarke. Wyemigrował do Australii, gdzie jego wuj, James Langton Clarke, był sędzią sądu okręgowego.
Początkowo był urzędnikiem w banku Australazji, ale nie wykazał się zdolnościami przedsiębiorczymi. W 1869 Clarke ożenił się z aktorką Marian, córką Johna Dunna, aktora irlandzkiego.
Popularność zyskał jako dziennikarz, autor felietonów w The Australian. Oprócz opowiadań, sztuk teatralnych i szkiców historycznych napisał też Dożywotnie zesłanie, powieść w odcinkach o losach osadników w brytyjskich koloniach karnych w Australii.